# Iglesia de Kashveti
La Iglesia de Kashveti de San Jorge (en georgiano: ქაშვეთის წმინდა გიორგის სახელობის ტაძარი) es una Iglesia ortodoxa georgiana en el centro de Tiflis, ubicada frente al edificio del Parlamento en la avenida Rustaveli.
La iglesia Kashveti fue construida entre 1904 y 1910 por el arquitecto L. Bilfeldt, quien basó su diseño en la Catedral medieval Samtavisi. La construcción fue patrocinada por la nobleza y la burguesía georgiana. Kashveti fue construida en el sitio donde estaba una iglesia dañada construida en ladrillo, a petición de la familia Amilakhvari en 1753.

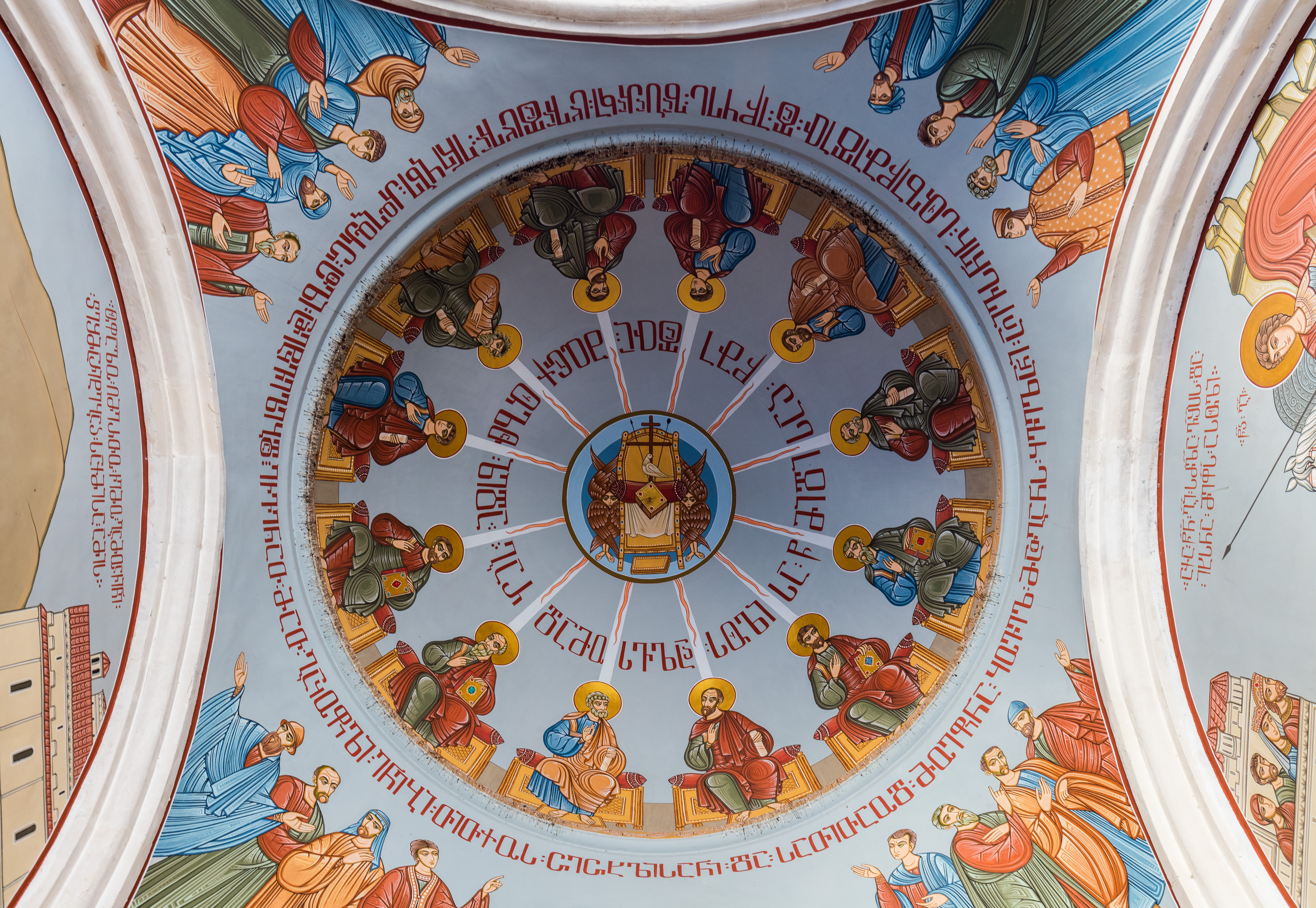
Cúpula sobre la entrada de la iglesia.